# Aa-hetep-Re
Aa-hetep-Re, auch Aa-hotep-Re, A-hetep-Re oder A-hotep-Re, ist der Thronname eines altägyptischen Königs (Pharao) der Zweiten Zwischenzeit. Er ist nur von einigen Skarabäen bekannt. Seine genaue Einordnung ist umstritten.
Kim Ryholt ordnet ihm den Eigennamen Aamu zu und datiert ihn in die 14. Dynastie. Von Beckerath sieht in ihm einen König der 16. Dynastie. Daphna Ben-Tor ordnet seine Skarabäen stilistisch denen von Aamu, Jaqebmu und Jamu zu. Dieser Herrscher dürfte also im gleichen Zeitraum regiert haben.